# Wandmalereien in der Torhalle zu Lorsch
Die Wandmalereien in der Torhalle zu Lorsch befinden sich im Saal im Obergeschoss der Torhalle Lorsch. Es handelt sich dabei unterschiedlich gut erhaltene Reste von Wandbemalungen aus drei mittelalterlichen Perioden. Die Ausmalungen aus karolingischer Zeit sowie die spätgotischen Fresken können jeweils kunsthistorische Einzigartigkeit in Anspruch nehmen.
Der Raum wurde mehrfach architektonisch verändert, die Malereien erweitert, übermalt und rekonstruiert. Heute bietet sich dem Betrachter ein Nebeneinander und teilweise sogar ein Überlappen der Fragmente aus den verschiedenen Epochen sowie zeitgenössische Ergänzungen, die helfen sollen, einen Gesamteindruck der mittelalterlichen Pracht zu vermitteln.

## Karolingische Scheinarchitektur
Wahrscheinlich mehr oder weniger unmittelbar nach dem Bau der Torhalle im späten 9. Jahrhundert wurde das Obergeschoss zum ersten Mal ausgemalt. Rundherum an allen Seiten entstand für die damaligen Betrachter mithilfe antikisierender Architekturelemente ein Dekorationssystem, das den Eindruck einer prächtigen, großen, offenen Loggia erwecken sollte. In dieser Phase fehlen jedwede sakrale Symbole, was einen Hinweis auf eine profane Funktion des Raums zur Zeit der Errichtung gibt.
Dargestellt ist eine steinerne Brüstung, darauf in regelmäßigem Abstand voneinander platzierte antike Säulen, die einen Architrav tragen, der die Wand zur Decke abschließt. Vorbild für diese Anlage waren wahrscheinlich Ausmalungen provinzialrömischer Bauten, die zu karolingischer Zeit noch häufig erhalten waren. Man kann jedenfalls mit Sicherheit sagen, dass die Arbeit durch bestens geschulte Fachleute ausgeführt wurde.
Die Brüstung ist etwa einen Meter hoch und erweckt geschickt den Anschein, als bestünde sie aus Inkrustationen verschiedener Porphyrsorten. Diese sind annähernd quadratisch (40–50 cm breit, 40–60 cm hoch) und haben abwechselnd die Farben Dunkelgrau, Hellgrau und Rot (Ost- und Westseite) beziehungsweise Gelbrot (Nord- und Südseite). Die Quadrate wurden mit kontrastierenden Farben besprenkelt und durch dünne weiße Fugen getrennt. Dadurch erscheint es für den Betrachter, als ob die Brüstung aus echten Steinen mit lebhafter Maserung erbaut wäre.
Auf der durch eine rote Kante abgeschlossenen Brüstung setzten die Maler 22 Säulen abwechselnd mit roten und dunkelgrauen Schäften. An den Schmalseiten, also der Nord- und Südwand, sind es fünf Säulen in etwa gleichem Abstand. An den Längsseiten, also der Ost- und Westseite, sind es sechs, wobei die Säulen 2 und 3, sowie die Säulen 4 und 5 als Paare etwas zusammengerückt sind, um dem mittleren von drei Fenstern Raum zu geben. An den Schmalseiten befinden sich dagegen zwischen der dritten und vierten Säule aufgemalte, rote Rahmen für die Türen, die zu den Treppenhäusern führen. Die sich nach oben leicht verjüngenden Säulen stehen auf attischen Basen und tragen ionische Kapitelle. Basen und Kapitelle sind gelbbraun grundiert und mit rotbraunen Farben modelliert, so dass ein plastischer, räumlicher Eindruck entsteht. Auf den Kapitellen liegt ein mächtiger Architrav, dem mit weißen und schwarzbraunen Linien durchzogene Streifen in Gelb und Rotbraun ein reiches, scheinbar steinernes Profil geben. Stilistisch spiegeln sich in dieser Bemalung Elemente der Außendekoration wider.
Auf den so bemalten Wänden saß das flache Giebeldach, das durch die fingierte Architektur getragen zu werden schien. Ob der Raum durch eine Decke abgeschlossen oder zum Dach hin offen war, kann nicht zweifelsfrei geklärt werden.
Eine ungefähre Datierung der Bemalung auf das frühe bis mittlere 9. Jahrhundert beruft sich auf eine Buchstabengruppe in Kapitalis-Lettern, die an einer Stelle im Unterputz unter dem darüber liegenden Malputz an der südlichen Seite der Ostwand zusammen mit einer figürlichen Skizze gefunden wurde. Dieser Schrifttyp tritt nach der Antike erst wieder um die Mitte des 9. Jahrhunderts auf.
Diese bauzeitliche, karolingische Bemalung ist nur an wenigen Stellen, im Wesentlichen in der Nordost-Ecke, erhalten geblieben. Sie wurde 1927/28 freigelegt und danach mehrfach restauriert. Um das ursprüngliche Ensemble für den heutigen Betrachter besser erfahrbar zu machen, wurde ab 1980 die karolingische Bemalung des Raumes in weiten Teilen zurückhaltend rekonstruiert.

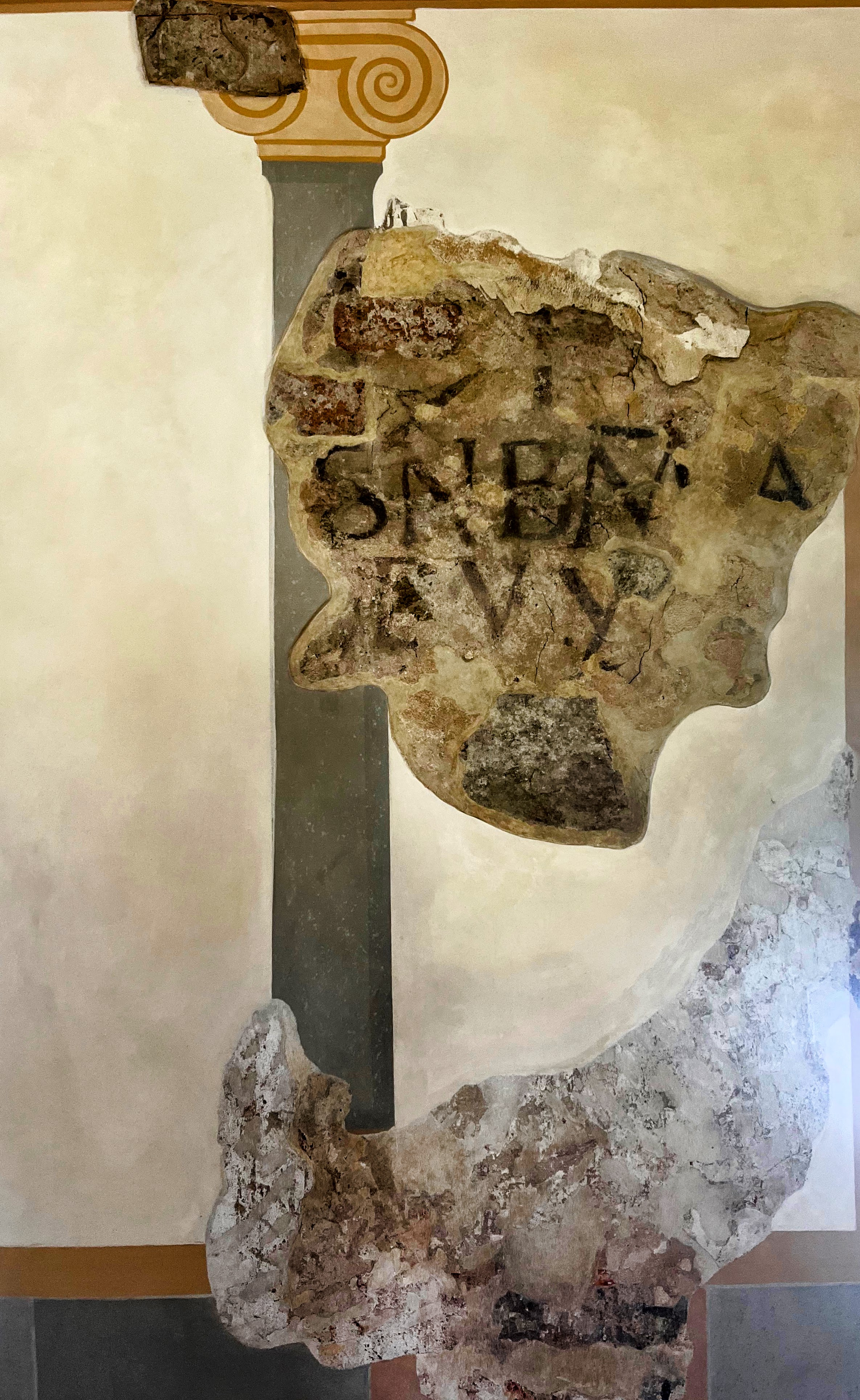
Bauzeitliche Schrift in Kapitalis an der Ostwand
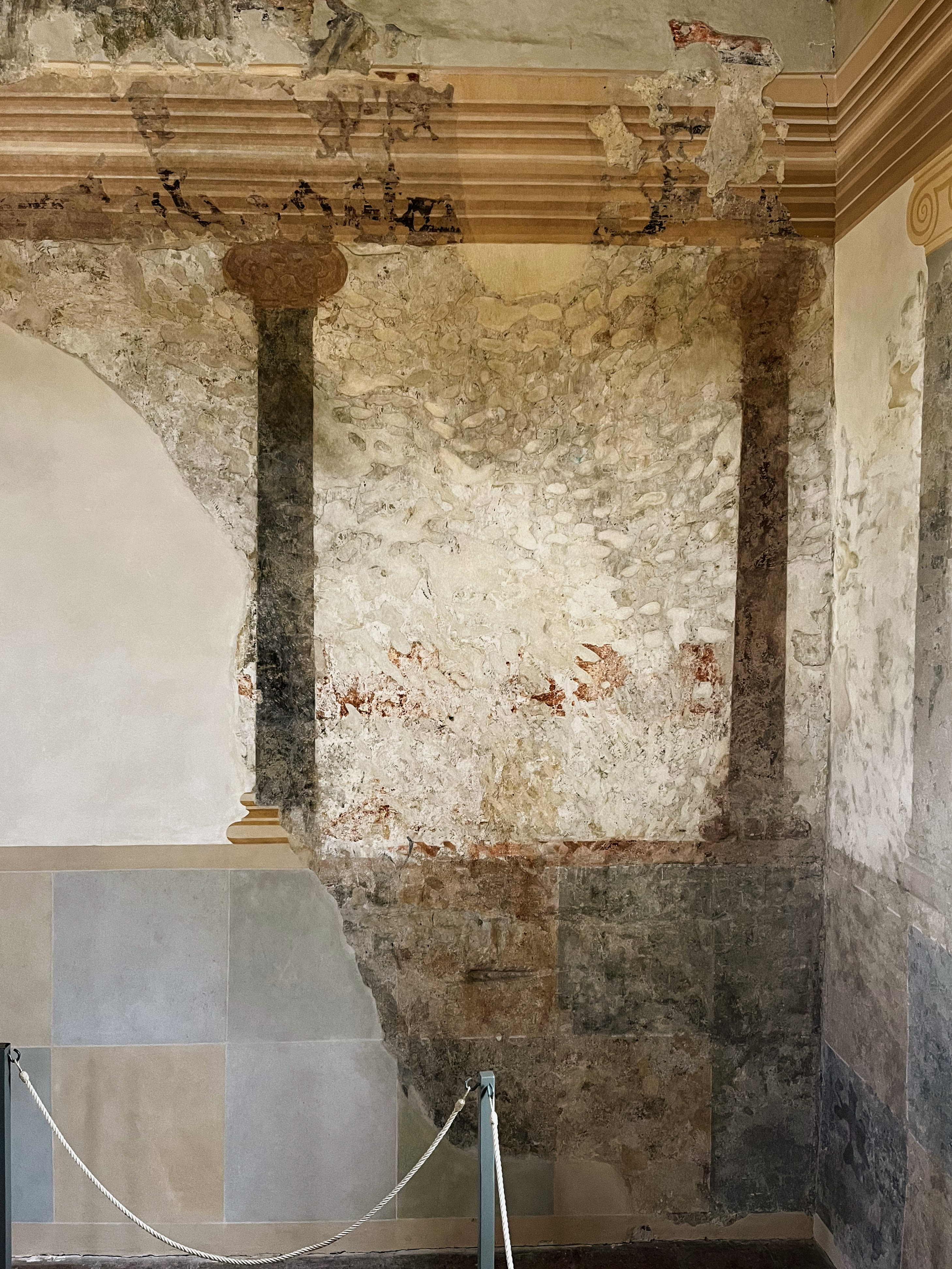
Reste der Karolingischen Architekturmalerei an der Nordost-Wand

## Romanischer Umbau
In einer späteren, romanischen Bauphase im 11. oder 12. Jahrhundert erhielt die Ostwand des Saals an der Stelle des mittleren Fensters eine Nische, in die ein flacher Altar eingebunden wurde. Dadurch bedingt wurde die gemalte Architektur unterbrochen und die Bemalung der Wand wurde zumindest in der Umgebung dieses Altars neu konzipiert. Sie erhielt nun figürliche Elemente, von denen sich eines nördlich des Altars nachweisen lässt. Die wenigen Linien der Bemalung, die heute noch zu erkennen sind, deuten auf eine Darstellung des Erzengels Michael hin, der eine Waage, ikonografisch eines seiner Attribute, in der Hand hält. Offensichtlich erhielt der Raum nun eine sakrale Funktion, möglicherweise unter dem Patrozinium Michaels.

## Gotische Fresken
Ende des 14. Jahrhunderts erfolgte der nächste Umbau der Torhalle und damit einhergehend auch eine Neugestaltung des Obergeschosses zu einer Kapelle. Die Dachkonstruktion wurde dem gotischen Baustil entsprechend höher und steiler und im Inneren durch eine hölzerne Tonnendecke verkleidet. Dadurch wurden auch die Giebelwände auf der Nord- und Südseite deutlich höher und erhielten zwei Fenster auf der Süd- und ein Fenster auf der Nordseite. In seiner neuen Funktion als Marienkapelle erhielt der Raum eine neue, die bisherige Malschicht komplett überdeckende Ausmalung, die wahrscheinlich 1398 fertiggestellt wurde. Sie ist heute an der Nordseite noch ganz gut erhalten, an der Südseite weniger, an der Westseite in wenigen zusammenhängenden Resten und an der Ostseite gar nicht.
Thematisch, so nimmt man heute an, zeigte die Bemalung einst einen Marienzyklus mit vermutlich der Heimsuchung oder der Verkündigung Marias auf der Ostseite, der Schmerzensmutter mit dem auferstandenen Christus im Süden, Marias Tod im Westen und der Krönung Marias im Himmel im Norden.
Einigermaßen erkennen lässt sich die ehemalige Ausmalung nur auf den beiden Giebelseiten. Auf der Südseite sieht man in der Mitte zwischen den beiden Fenstern den auferstandenen Christus. Seine Hände weisen die Wundmale der Kreuzigung auf. Der Kopf mit Dornenkrone wird von einem Kreuznimbus umrahmt. Mit der rechten Hand zeigt er auf die weinende Maria, die mit Kopfumhang und Tränentuch in den Händen auf der linken Giebelseite abgebildet ist. Auf der rechten Giebelseite thront Gottvater, auch er mit Kreuznimbus. Er trägt einen Mantel, der weiche Falten wirft, vor ihm kniend Christus mit Dornenkrone, Wundmalen und mit einem Lendentuch bekleidet. Allen Personen sind Spruchbänder zugeordnet, deren Texte heute nicht mehr lesbar sind.
Die Figuren der Nordseite sind auf fünf waagrechten Zinnenkränzen angeordnet, von denen heute die oberen drei Gruppen noch erhalten sind. Hinter den Zinnen der vier unteren Reihen der himmlischen Burg stehen singende und musizierende Engel, die die Marienkrönung auf der obersten Etage zu bejubeln scheinen. Die Engel tragen farbenprächtige Gewänder und halten Spruchbänder, Liederbücher und Instrumente in den Händen. An Instrumenten finden sich Schalmei, Knickhalslaute, Tragorgel, Posaune, Psalter, Fidel und Querflöte.
Die ursprünglich wohl leuchtenderen Farbtöne in Blau, Blaugrün, Ocker und Rot sind mittlerweile verblasst und das Rot ist wegen des darin enthaltenen oxidierten Zinnober deutlich eingeschwärzt. Dennoch vermitteln die Engel dem Betrachter eine fröhliche, festlich feiernde Stimmung. Anlass dieses Festes ist die Krönung Marias oberhalb des fünften, obersten Zinnenkranzes. Durch das Giebelfenster unterteilt erscheint links Maria mit blauem Mantel und goldenem Nimbus, die sich betend vor Christus, ihr gegenüber auf der rechten Seite, verneigt, der im Begriff steht ihr eine Krone aufs Haupt zu setzen, die etwas zu groß geraten scheint, dadurch aber das eigentliche Thema der Szene hervorhebt. Christus trägt vor einem ebenfalls goldenen Kreuznimbus eine Lilienkrone und einen ursprünglich roten, jetzt leider schwarzen Königsmantel.

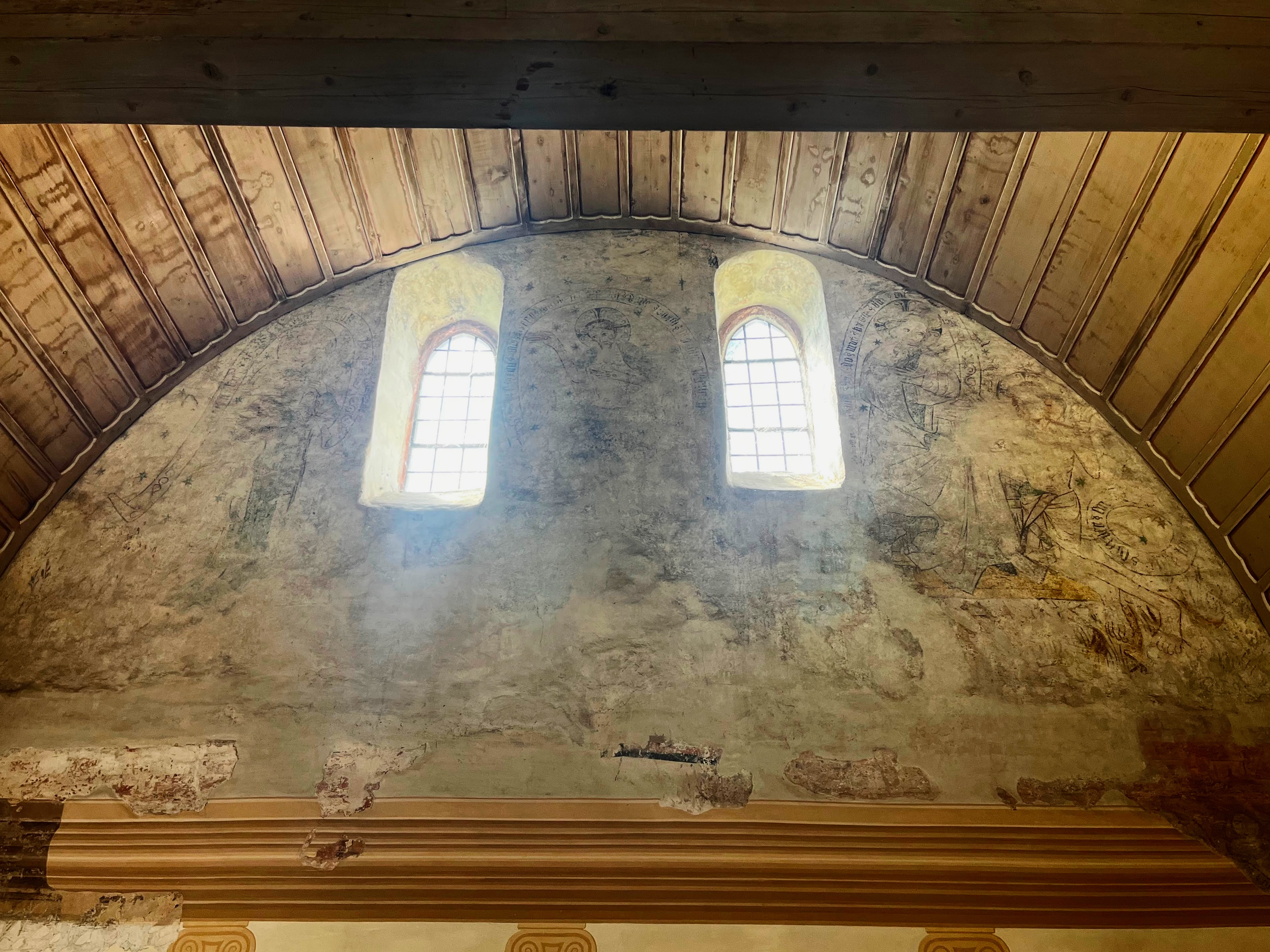
Südwand
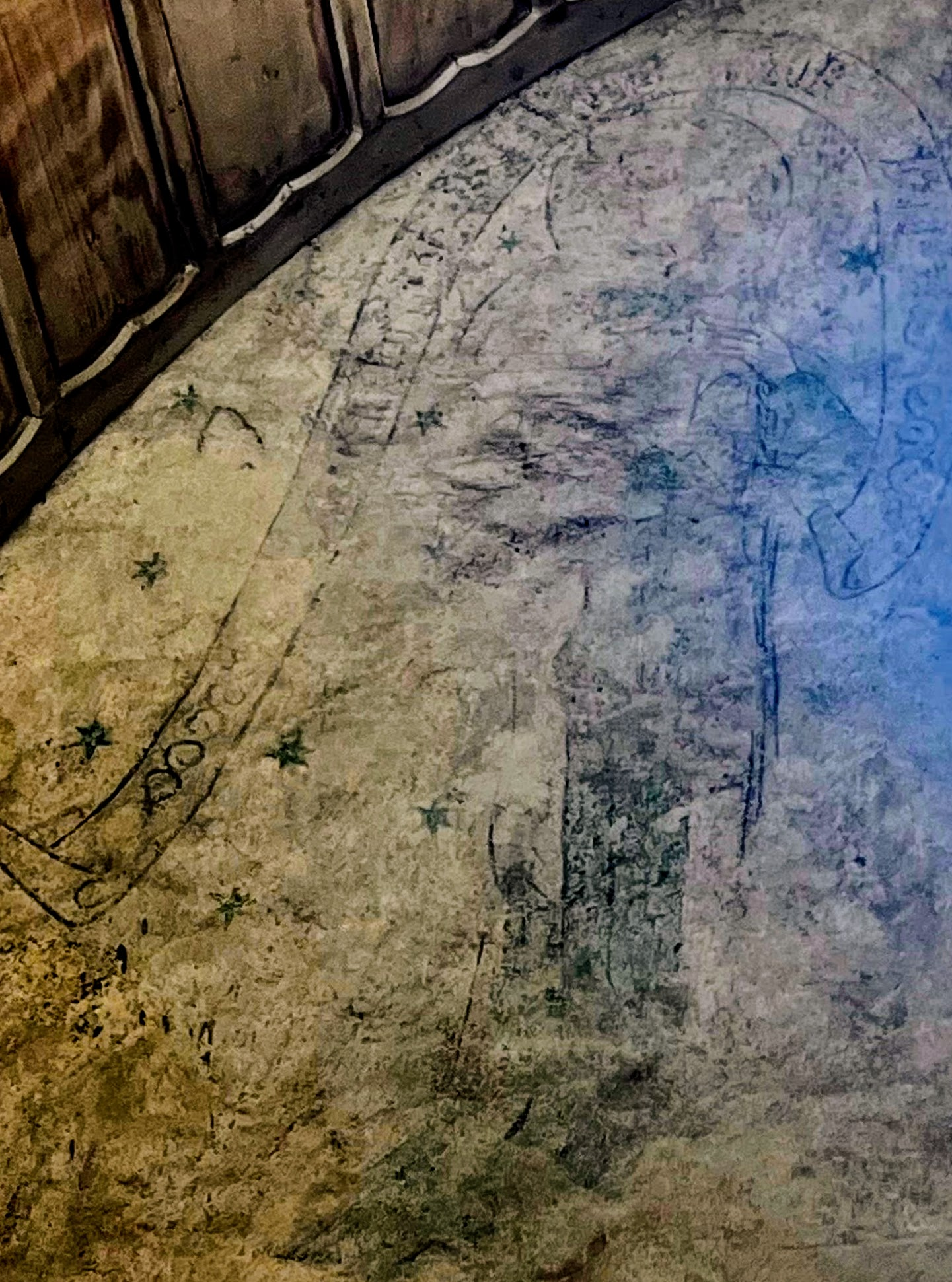
Südwand links: Schmerzensmutter
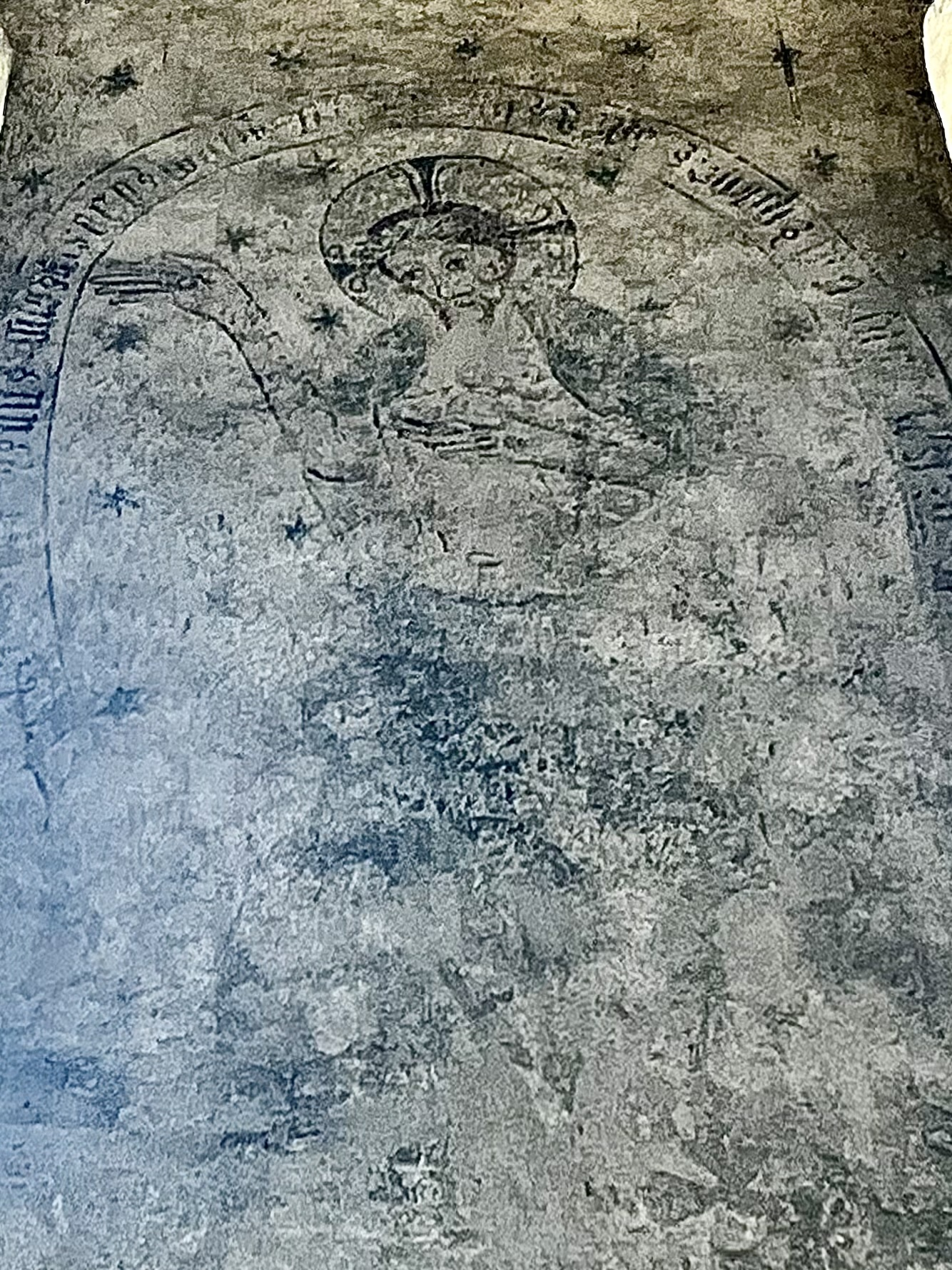
Südwand Mitte: Christus
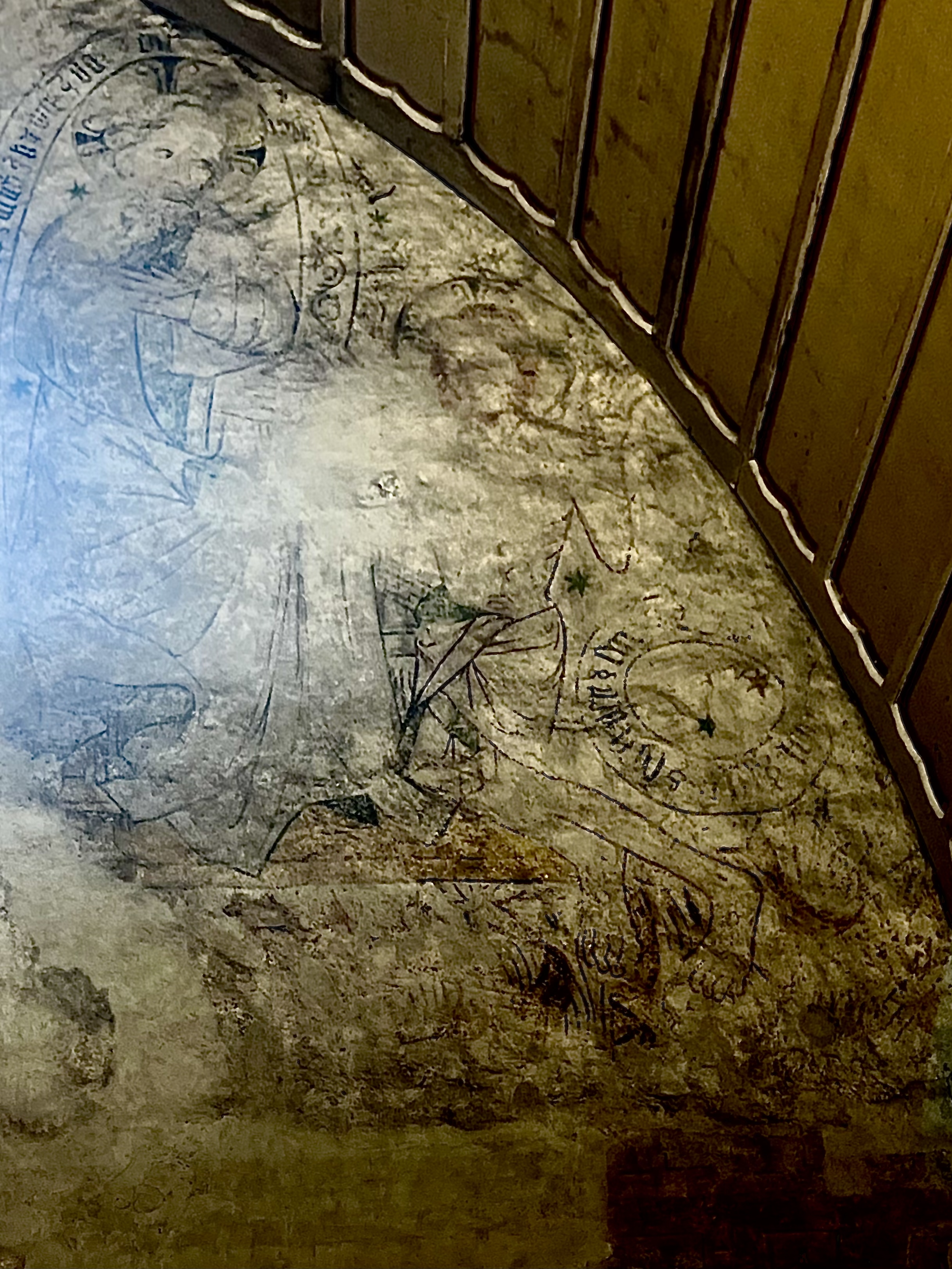
Südwand rechts: Christus vor seinem Vater
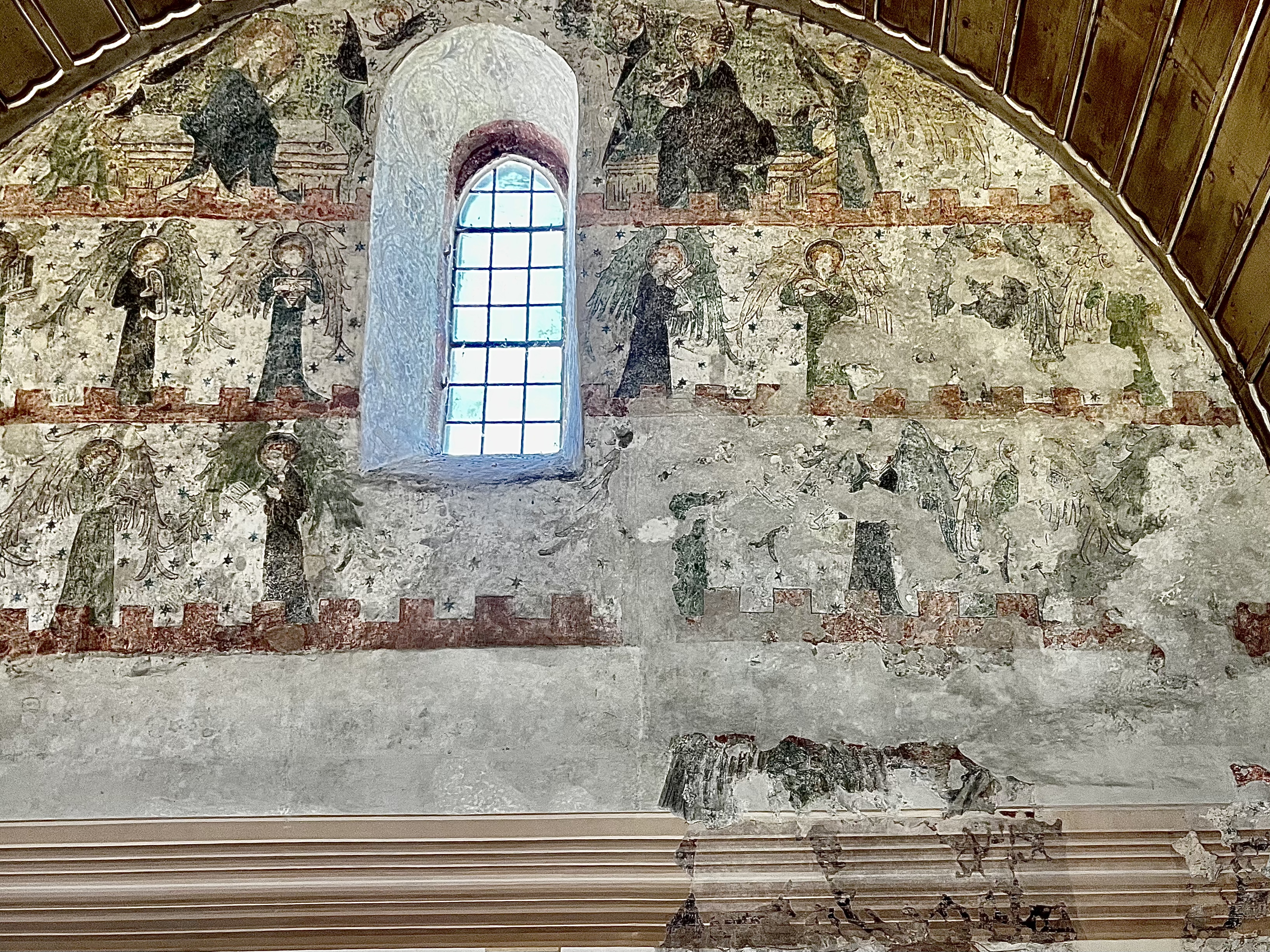
Nordwand

## Barocker Umbau
Im Jahr 1697 erfolgte der nächste Umbau der Torhalle, der zum nahezu vollständigen Verlust aller Malereien unterhalb des gotischen Dachwerks führte. Der Mainzer Erzbischof Lothar Franz von Schönborn ließ den Boden des Obergeschosses entfernen und die Bögen im Erdgeschoss verschließen. In der Mitte des Raumes wurde ein Altar errichtet und die jetzt schmale, hohe Halle wurde zu einer Kapelle. 1724 wurde dann auch die hölzerne Tonne entfernt und durch eine flache Decke über dem Obergeschoss ersetzt. Die Wände wurden neu verputzt, wozu der noch aus Karolingerzeit stammende, die Architekturmalerei tragende Putz abgeschlagen beziehungsweise dort, wo das zu mühsam erschien, mit Hackenhieben perforiert wurde. Nur die Ausmalungen im Giebelraum oberhalb der neuen flachen Decke blieben recht unzerstört erhalten. Wie an anderen Orten auch, nahm der barocke Geschmack keine Rücksicht auf das künstlerische und architektonische Erbe.

## Restaurierung und Rekonstruktion im 20. Jahrhundert

Reste der karolingischen Bemalung: Säulen und Sockel
Die Engelsfresken vor der Restaurierung
Die Engelsfresken vor der Restaurierung, Detail
Detail einer karolingischen Säule

Im 20. Jahrhundert erfolgte eine aus heutiger Sicht unglückliche Restaurierung des gotischen Zustands: Die Torbögen im Erdgeschoss wurden geöffnet und die Decke zwischen Erd- und Obergeschoss wurde auf der Höhe, wo man die Löcher in den Wänden für die karolingischen Tragebalken gefunden hatte, wieder eingesetzt. Die flache Decke des Obergeschosses wurde durch ein Tonnengewölbe nach gotischem Vorbild ersetzt, so dass die im barocken Dachboden gut erhaltenen gotischen Fresken wieder sichtbar wurden. Der barocke Putz im Obergeschoss wurde entfernt. Die wenigen mit Hacklöchern übersäten Reste des karolingischen Putzes, die die Barockisierung überstanden hatten, ließ man unangetastet. Ansonsten wurden die Wände des Obergeschosses neu verputzt. Darauf rekonstruierte man die karolingische und die gotische Wandmalerei nebeneinander. Die Hacklöcher in den karolingischen Resten wurden geschlossen. Das dabei verwendete Material führte aber zu weiteren Schädigungen des Bestands, so dass man sich in den 1980er Jahren entschloss, die Restaurierung aus den 1930ern rückgängig zu machen. Die Verfüllung der Hacklöcher wurde durch geeigneteres Material ersetzt. Die rekonstruierende Bemalung wurde komplett entfernt und danach in einer zurückhaltenderen Konzeption neu angelegt. Ziel war eine Rekonstruktion der karolingischen Innenausstattung, die den Fokus auf den erhaltenen Originalen belassen sollte. In der 2004 abgeschlossenen Fassung des Obergeschosses erhält man heute unterhalb der Dachkonstruktion einen Eindruck der karolingischen Architekturmalerei, an einigen Stellen die restaurierten Originale, in den meisten Teilen aber eine Rekonstruktion. Oberhalb des Architravs sieht man die restaurierten, aber nicht mehr erweiterten gotischen Fresken aus dem späten Mittelalter.
Man kann sich heute beim Besuch des Obergeschosses die ein halbes Jahrtausend währende geistesgeschichtliche Entwicklung zwischen der karolingischen Renaissance, die sich an klassischen Vorbildern orientierte, und der spätgotischen Malerei, die die religiöse Symbolik in den Vordergrund stellt, wie kaum irgendwo sonst vergegenwärtigen.